# Nieuwe Maandag
Nieuwe Maandag was een rechtstreeks showbizzmagazine dat van 1997 tot 1999 uitgezonden werd op de VRT. De presentatie was in handen van Ben Crabbé.
In 1997 besliste de VRT dat met de toenemende aanwezigheid van de media in de wereld een mediamagazine niet kon ontbreken in het zendschema. Nieuwe Maandag behandelde wekelijks het laatste nieuws uit de wereld van film, theater, tv en andere media.
Na twee seizoenen hield het programma ermee op omdat de makers niet in herhaling wilden vallen. In 2000 werd het programma opgevolgd door het nieuwe showbizzmagazine De Rode Loper.

## Concept
In elke aflevering overloopt Ben Crabbé samen met zijn eerste praatgast de actualiteit van de voorbije week.  De studiogesprekken worden afgewisseld met reportages over uiteenlopende evenementen en mediagebeurtenissen, fragmenten van nieuwe binnen- en buitenlandse series en films, en interviews met internationale sterren.
In het eerste seizoen werden de reportages gemaakt door vliegende reporter Chris Dusauchoit. In de loop van het tweede seizoen gaf hij de fakkel door aan De Kreuners-gitarist Jan Van Eyken en zijn broer Dirk.  Het duo "Van Eyken en Van Eyken" bleef op post tot eind 1998, daarna werd elke week een andere BV op pad gestuurd.
Het decor van Nieuwe Maandag bevatte een fotomuur waar elke week de foto's van de praatgasten aan toegevoegd worden.

## Afleveringen
- Seizoen 1: 1 september 1997 - 25 mei 1998 (37 afl.)
- Seizoen 2: 31 augustus 1998 - 24 mei 1999 (38 afl.)

Op 31 december 1997 werd er speciale aflevering uitgezonden onder de naam Oude Woensdag.